# Спивак, Михаил Львович
Михаи́л Льво́вич Спива́к (6 декабря 1913, Киев — 27 августа 1971, Минск) — советский театральный режиссёр. Заслуженный артист Белорусской ССР (1959).

## Биография
В 1937 году окончил Московское театральное училище им. М. С. Щепкина (был учеником В. Н. Пашенной). Работал в различных театрах Москвы (в том числе в Малом театре), Ташкента. С 1954 года режиссёр, в 1960—1964 годах главный режиссёр Государственного русского драматического театра БССР имени Горького. В 1965—1968 годах главный режиссёр Ташкентского русского драматического театра имени М.Горького.

### Постановки
- «Мёртвая хватка» Дж. Голсуорси (1956)
- «Оптимистическая трагедия» В.Вишневского (1957)
- «Дали неоглядные» Н.Вирты (1958)
- «Барабанщица» А.Салынского (1959)
- «Власть тьмы» Л. Н. Толстого (1960)
- «Океан» А. П. Штейна (1961)
- «Один год» по Ю. П. Герману (1962)
- «Поднятая целина» по М. А. Шолохову (1963)
- «Полк идет…» по роману М. А. Шолохова «Они сражались за родину» (1965)
- «Тяжкое обвинение» Л. Р. Шейнина